# Kanton Noirétable
Der Kanton Noirétable war bis 2015 ein französischer Wahlkreis im Arrondissement Montbrison, im Département Loire und in der Region Rhône-Alpes. Er umfasste zwölf Gemeinden, Hauptort war Noirétable. Der letzte Vertreter im conseil général des Départements war Claude Bourdelle.

## Gemeinden
| Gemeinde                   | Einwohner Jahr | Fläche km² | Bevölkerungsdichte | Code INSEE | Postleitzahl |
| -------------------------- | -------------- | ---------- | ------------------ | ---------- | ------------ |
| Cervières                  | 118 (2013)     | –          | – Einw./km²        | 42034      | 42440        |
| La Chamba                  | 52 (2013)      | –          | – Einw./km²        | 42040      | 42440        |
| La Chambonie               | 47 (2013)      | –          | – Einw./km²        | 42045      | 42440        |
| La Côte-en-Couzan          | 73 (2013)      | –          | – Einw./km²        | 42072      | 42111        |
| Noirétable                 | 1657 (2013)    | –          | – Einw./km²        | 42159      | 42440        |
| Saint-Didier-sur-Rochefort | 411 (2013)     | –          | – Einw./km²        | 42217      | 42111        |
| Saint-Jean-la-Vêtre        | 341 (2013)     | –          | – Einw./km²        | 42238      | 42440        |
| Saint-Julien-la-Vêtre      | 358 (2013)     | –          | – Einw./km²        | 42245      | 42440        |
| Saint-Priest-la-Vêtre      | 153 (2013)     | –          | – Einw./km²        | 42278      | 42440        |
| Saint-Thurin               | 188 (2013)     | –          | – Einw./km²        | 42291      | 42111        |
| Les Salles                 | 513 (2013)     | –          | – Einw./km²        | 42295      | 42440        |
| La Valla-sur-Rochefort     | 117 (2013)     | –          | – Einw./km²        | 42321      | 42111        |